# Lista de deputados federais do Brasil da 42.ª legislatura
Esta é a lista de deputados federais do Brasil da 42.ª legislatura do Congresso Nacional. Inclui-se o nome civil dos parlamentares, o partido ao qual eram filiados na data da posse e a quantidade de votos que receberam para sua eleição, sua unidade federativa de origem, bem como outras informações. Esta legislatura da Câmara dos Deputados durou de 1.º de fevereiro de 1963 a 31 de janeiro de 1967.

## Composição das bancadas no início da legislatura
| Partido | Líder                     | Bancada   | Posição  |
| ------- | ------------------------- | --------- | -------- |
| PSD     | Ulysses Guimarães (SP)    | 118 / 409 | Governo  |
| PTB     | Leonel Brizola (DF)       | 116 / 409 | Governo  |
| UDN     | Amaral Neto (DF)          | 91 / 409  | Governo  |
| PSP     | Sílvio Braga (PA)         | 21 / 409  | Governo  |
| PDC     | Franco Montoro (SP)       | 19 / 409  | Oposição |
| PTN     | Marcelo Sanford (CE)      | 10 / 409  | Oposição |
| PR      | Armando Rollemberg (SE)   | 9 / 409   | Governo  |
| PST     | Valdemar Alves (PE)       | 7 / 409   | Governo  |
| PSB     | Saturnino Braga (RJ)      | 5 / 409   | Governo  |
| PRP     | Oscar de Luna Freire (BA) | 4 / 409   | Oposição |
| PL      | Brito Velho (RS)          | 3 / 409   | Oposição |
| MTR     | Jairo Brum (RS)           | 3 / 409   | Governo  |
| PRT     | Rui Amaral (SP)           | 3 / 409   | Governo  |

## Relação
| Nome                              | Partido | Votação  |
| Acre                              | Acre    | Acre     |
| --------------------------------- | ------- | -------- |
| Rui Lino                          | PTB     | 2.551    |
| Armando Leite                     | PSD     | 1.614    |
| Geraldo Mesquita                  | PSD     | 1.167    |
| Jorge Kalume                      | PSD     | 960      |
| José Altino Machado               | PTB     | 909      |
| Valério Magalhães                 | PSD     | 827      |
| Mário Maia                        | PTB     | 628      |
| Alagoas                           |         |          |
| Muniz Falcão                      | PSP     | 15.339   |
| Aloysio Nonô                      | UDN     | 12.991   |
| Oséas Cardoso                     | UDN     | 12.593   |
| Ary Pitombo                       | PTB     | 8.970    |
| Segismundo Andrade                | UDN     | 8.386    |
| Medeiros Neto                     | PSD     | 6.214    |
| Oceano Carleial                   | UDN     | 5.848    |
| José Pereira Lúcio                | UDN     | 5.535    |
| Amapá                             |         |          |
| Janary Nunes                      | PSP     | 6.557    |
| Dalton Lima                       | UDN     | Suplente |
| Amazonas                          |         |          |
| Almino Afonso                     | PTB     | 13.870   |
| Paulo Coelho                      | PL      | 10.380   |
| João Veiga                        | PTB     | 9.240    |
| Abraão Sabbá                      | PSD     | 8.581    |
| Leopoldo Peres                    | PSD     | 6.109    |
| José Esteves                      | PTB     | 5.266    |
| Djalma Passos                     | PL      | 3.306    |
| Manuel Barbuda                    | PTB     | Suplente |
| Wilson Calmon                     | PTB     | Suplente |
| Bahia                             |         |          |
| Oliveira Brito                    | PSD     | 41.458   |
| Manoel Novaes                     | PTB     | 37.519   |
| Hermógenes Príncipe               | PSD     | 23.381   |
| Edgar Pereira                     | PSD     | 22.076   |
| Vieira de Melo                    | PSD     | 21.765   |
| Hélio Ramos                       | PSD     | 21.586   |
| Manso Cabral                      | PR      | 20.911   |
| Fernando Santana                  | PTB     | 20.788   |
| Antônio Carlos Magalhães          | UDN     | 19.617   |
| Clemens Sampaio                   | PTB     | 18.981   |
| Oscar Cardoso                     | UDN     | 18.880   |
| Heitor Dias                       | UDN     | 17.834   |
| Necy Novaes                       | PTB     | 17.619   |
| Aloysio de Castro                 | PSD     | 17.414   |
| Josafá Borges                     | PSD     | 16.972   |
| Gastão Pedreira                   | PTB     | 16.860   |
| Tourinho Dantas                   | UDN     | 16.706   |
| Rui Santos                        | UDN     | 16.091   |
| João Mendes                       | UDN     | 15.699   |
| Vasco Filho                       | UDN     | 15.691   |
| Wilson Falcão                     | UDN     | 15.766   |
| Mário Lima                        | PSB     | 15.450   |
| João Alves                        | PTB     | 15.145   |
| Luís Viana Filho                  | UDN     | 14.967   |
| Régis Pacheco                     | PSD     | 14.577   |
| Theódulo Albuquerque              | PTB     | 12.168   |
| Henrique Lima                     | PSD     | 11.482   |
| Raimundo Brito                    | PR      | 11.061   |
| Josafá Azevedo                    | PTN     | 10.378   |
| Oscar de Luna Freire              | PRP     | 9.500    |
| Pedro Catalão                     | PTB     | 8.423    |
| Ceará                             |         |          |
| Paulo Sarasate                    | UDN     | 43.892   |
| Expedito Machado                  | PSD     | 27.647   |
| Padre Palhano                     | PSD     | 26.207   |
| Martins Rodrigues                 | PSD     | 25.908   |
| Antônio Jucá                      | PTB     | 25.302   |
| Marcelo Sanford                   | PTN     | 25.140   |
| Dias Macedo                       | PSD     | 24.885   |
| Moisés Pimentel                   | PTB     | 23.875   |
| Audízio Pinheiro                  | PSD     | 22.150   |
| Paes de Andrade                   | PSD     | 21.767   |
| Furtado Leite                     | UDN     | 19.653   |
| Ossian Araripe                    | UDN     | 19.275   |
| Ozires Pontes                     | PSD     | 18.374   |
| Armando Falcão                    | PSD     | 18.127   |
| Adail Cavalcanti                  | PTB     | 18.089   |
| Wilson Roriz                      | PSD     | 17.269   |
| Edilson Távora                    | UDN     | 15.954   |
| Raul Carneiro                     | PTB     | 14.609   |
| Leão Sampaio                      | UDN     | 13.777   |
| Esmerino Arruda                   | PST     | 13.718   |
| Costa Lima                        | UDN     | 12.919   |
| Espírito Santo                    |         |          |
| João Calmon                       | PSD     | 33.886   |
| Osvaldo Zanello                   | PRP     | 29.412   |
| Dirceu Cardoso                    | PSD     | 18.811   |
| Antônio Gil Veloso                | UDN     | 16.953   |
| Argilano Dario                    | PTB     | 16.943   |
| Ramon de Oliveira Neto            | PTB     | 16.568   |
| Floriano Rubim                    | PTN     | 15.415   |
| Raimundo Andrade                  | PTN     | 10.669   |
| Goiás                             |         |          |
| José Freire                       | PSD     | 24.257   |
| José Peixoto da Silveira          | PSD     | 22.655   |
| Rezende Monteiro                  | PTB     | 20.671   |
| Celestino Filho                   | PSD     | 16.765   |
| Anísio Rocha                      | PSD     | 15.738   |
| Haroldo Duarte                    | PTB     | 15.644   |
| Geraldo de Pina                   | PSD     | 15.519   |
| Castro Costa                      | PSD     | 14.097   |
| Benedito Vaz                      | PSD     | 13.794   |
| Alfredo Nasser                    | PSP     | 12.994   |
| José Ludovico de Almeida          | PSP     | 12.656   |
| Emival Caiado                     | UDN     | 12.542   |
| Jales Machado                     | UDN     | 8.182    |
| Guanabara                         |         |          |
| Leonel Brizola                    | PTB     | 269.384  |
| Amaral Neto                       | UDN     | 123.383  |
| Chagas Freitas                    | PSD     | 56.657   |
| Sérgio Magalhães                  | PTB     | 47.570   |
| Juarez Távora                     | PDC     | 33.461   |
| Elói Dutra                        | PTB     | 30.614   |
| Marco Antônio Coelho              | PSD     | 21.300   |
| Adauto Lúcio Cardoso              | UDN     | 18.625   |
| Cardoso de Menezes                | UDN     | 17.669   |
| Garcia Filho                      | PTB     | 16.510   |
| Aliomar Baleeiro                  | UDN     | 13.835   |
| Valdir Simões                     | PTB     | 12.196   |
| Arnaldo Nogueira                  | UDN     | 11.497   |
| Nelson Carneiro                   | PSD     | 11.095   |
| Benjamin Farah                    | PTB     | 9.802    |
| Breno da Silveira                 | PSB     | 8.801    |
| Hamilton Nogueira                 | UDN     | 7.334    |
| Max da Costa Santos               | PSB     | 5.758    |
| Rubens Berardo                    | PTB     | 3.896    |
| Jamil Amiden                      | PTB     | 3.588    |
| Benedito Cerqueira                | PTB     | 3.527    |
| Maranhão                          |         |          |
| José Burnett                      | PSD     | 23.156   |
| Renato Archer                     | PSD     | 21.662   |
| José Sarney                       | UDN     | 21.294   |
| Lister Caldas                     | PSD     | 20.637   |
| Cid Carvalho                      | PSD     | 16.309   |
| Luís Coelho                       | PSD     | 15.521   |
| Joel Barbosa                      | PSD     | 14.815   |
| Eurico Ribeiro                    | PSD     | 14.395   |
| Alberto Aboud                     | PSD     | 14.433   |
| Ivar Saldanha                     | PSD     | 14.029   |
| Luís Fernando Freire              | PSD     | 13.830   |
| José de Matos Carvalho            | PSD     | 13.567   |
| Neiva Moreira                     | PSP     | 11.731   |
| Miguel Bahury                     | PSP     | 10.907   |
| Henrique de La Rocque             | PSP     | 10.003   |
| Pedro Braga                       | UDN     | 6.025    |
| José Rio                          | PSD     | Suplente |
| Mato Grosso                       |         |          |
| João Ponce de Arruda              | PSD     | 22.551   |
| Wilson Fadul                      | PTB     | 22.070   |
| Wilson Martins                    | UDN     | 21.969   |
| Saldanha Derzi                    | UDN     | 17.969   |
| Ítrio Correia da Costa            | UDN     | 16.220   |
| Filadelfo Garcia                  | PSD     | 15.482   |
| Rachid Mamed                      | PSD     | 10.744   |
| Edison Garcia                     | UDN     | 7.713    |
| Minas Gerais                      |         |          |
| Paes de Almeida                   | PSD     | 80.057   |
| Tancredo Neves                    | PSD     | 58.090   |
| Pedro Vidigal                     | PSD     | 49.599   |
| Gilberto Faria                    | PSD     | 45.548   |
| Amintas de Barros                 | PSD     | 41.834   |
| Oscar Dias Correia                | UDN     | 39.873   |
| Rondon Pacheco                    | UDN     | 37.834   |
| San Tiago Dantas                  | PTB     | 35.809   |
| Dnar Mendes                       | UDN     | 34.329   |
| José Aparecido                    | UDN     | 34.318   |
| Olavo Bilac Pinto                 | UDN     | 33.973   |
| Simão da Cunha                    | UDN     | 32.999   |
| Ultimo de Carvalho                | PSD     | 32.650   |
| Elias Carmo                       | UDN     | 31.185   |
| Guilhermino de Oliveira           | PSD     | 30.321   |
| Manoel Taveira                    | UDN     | 29.624   |
| Pedro Aleixo                      | UDN     | 29.166   |
| José Bonifácio                    | UDN     | 28.996   |
| Francelino Pereira                | UDN     | 27.366   |
| Pinheiro Chagas                   | PSD     | 27.294   |
| Abel Rafael Pinto                 | PSD     | 27.291   |
| Monteiro de Castro                | UDN     | 27.200   |
| Manoel de Almeida                 | PSD     | 26.975   |
| Renato Azeredo                    | PSD     | 26.900   |
| Celso Passos                      | UDN     | 26.763   |
| Ormeu Botelho                     | UDN     | 26.592   |
| Guilherme Machado                 | UDN     | 24.768   |
| Maurício de Andrade               | PSD     | 23.723   |
| Aécio Cunha                       | PR      | 21.931   |
| Ozanam Coelho                     | PSD     | 21.264   |
| Carlos Murilo                     | PSD     | 20.626   |
| Milton Reis                       | PTB     | 20.575   |
| Nogueira de Rezende               | PR      | 20.052   |
| Walter Passos                     | PR      | 19.413   |
| Teófilo Pires                     | PR      | 19.157   |
| Paulo Freire de Araújo            | PTB     | 19.035   |
| Antônio Luciano                   | PSD     | 19.000   |
| José Maria Alkimim                | PSD     | 18.882   |
| Ovídio de Abreu                   | PSD     | 18.422   |
| Geraldo Freire                    | UDN     | 18.292   |
| Gustavo Capanema                  | PSD     | 18.280   |
| Olavo Costa                       | PSD     | 17.946   |
| Bias Fortes                       | PSD     | 17.676   |
| Bento Gonçalves                   | PSP     | 17.014   |
| Jaeder Albergaria                 | PSD     | 16.021   |
| Austregésilo de Mendonça          | PTB     | 15.839   |
| João Herculino                    | PTB     | 14.657   |
| José de Souza Nobre (Padre Nobre) | PTB     | 13.856   |
| Adair Murta                       | UDN     | suplente |
| Uriel Alvim                       | PSD     | suplente |
| Aquiles Diniz                     | MDB     | suplente |
| Celso Generoso                    | PDC     | suplente |
| Celso Murta                       | ARENA   | suplente |
| Gabriel Gonçalves                 | PTB     | suplente |
| Cyro de Aguiar Maciel             | PR      | suplente |
| Israel Pinheiro                   | ARENA   | suplente |
| Horácio Bethônico                 | ARENA   | suplente |
| José Humberto                     | ARENA   | suplente |
| Leopoldo Maciel                   | ARENA   | suplente |
| Licurgo Leite                     | UDN     | suplente |
| Múcio Atayde                      | UDN     | suplente |
| Marcial do Lago                   | PSD     | suplente |
| Pará                              |         |          |
| Stélio Maroja                     | PSP     | 17.960   |
| Burlamaqui de Miranda             | PSD     | 16.536   |
| Valdemar Guimarães                | PSD     | 16.072   |
| Armando Carneiro                  | PTB     | 15.216   |
| Armando Corrêa                    | PSD     | 13.604   |
| João Menezes                      | PSD     | 13.214   |
| Clóvis Ferro Costa                | UDN     | 13.106   |
| Américo Silva                     | PTB     | 11.960   |
| Gabriel Hermes                    | UDN     | 10.633   |
| Sílvio Braga                      | PSP     | 10.299   |
| Paraíba                           |         |          |
| Teotônio Neto                     | PSD     | 25.693   |
| Humberto Lucena                   | PSD     | 23.193   |
| Milton Cabral                     | PTB     | 20.064   |
| Vital do Rego                     | UDN     | 19.945   |
| Abelardo Jurema                   | PSD     | 19.943   |
| Janduhy Carneiro                  | PSD     | 19.441   |
| Flaviano Ribeiro                  | UDN     | 16.546   |
| Arnaldo Lafayette                 | PTB     | 12.479   |
| Plínio Lemos                      | UDN     | 12.429   |
| Ernani Sátiro                     | UDN     | 9.899    |
| Raul de Góes                      | UDN     | 9.844    |
| Luís Bronzeado                    | UDN     | 9.822    |
| Bivar Olinto                      | PSD     | 5.834    |
| D'ávila Lins                      | MDB     | suplente |
| Djacir Arruda                     | UDN     | suplente |
| Holanda Cunha                     | PTB     | suplente |
| Ivan Bichara                      | UDN     | suplente |
| Jacob Frantz                      | PTB     | suplente |
| João Fernandes de Lima            | PSD     | suplente |
| José Gadelha                      | UDN     | suplente |
| Raymundo Asfóra                   | PTB     | suplente |
| Paraná                            |         |          |
| Plínio Costa                      | PSD     | 52.306   |
| Kalil Maia Neto                   | PTB     | 34.286   |
| Renato Celidônio                  | PTB     | 29.724   |
| Hermes Macedo                     | UDN     | 27.567   |
| Newton Carneiro                   | UDN     | 26.560   |
| José Richa                        | PDC     | 25.773   |
| Accioly Filho                     | PDC     | 24.782   |
| Braga Ramos                       | UDN     | 23.843   |
| Miguel Buffara                    | PTB     | 21.931   |
| João Ribeiro                      | PSD     | 20.672   |
| João Simões                       | PSD     | 18.032   |
| Antônio Baby                      | PTB     | 16.572   |
| Fernando Gama                     | PTB     | 16.509   |
| Ivan Luz                          | PTB     | 16.268   |
| Wilson Chedid                     | PTB     | 15.275   |
| Zacarias Seleme                   | UDN     | 14.632   |
| Antônio Annibelli                 | PTB     | 13.748   |
| Jorge Curi                        | UDN     | 13.517   |
| Petrônio Fernal                   | PTB     | 12.142   |
| Elias Nacle                       | PTB     | 12.091   |
| Rafael Rezende                    | PSD     | 11.740   |
| Minoro Miyamoto                   | PDC     | 11.636   |
| Emílio Gomes                      | PDC     | 9.402    |
| Paulo Montans                     | PSD     | 8.777    |
| Lírio Bertoli                     | PSD     | 8.223    |
| Pernambuco                        |         |          |
| Estácio Souto Maior               | PTB     | 27.511   |
| Lamartine Távora                  | PTB     | 26.880   |
| Valdemar Alves                    | PST     | 26.441   |
| Milvernes Lima                    | PTB     | 23.733   |
| Arruda Câmara                     | PDC     | 20.705   |
| Osvaldo Lima Filho                | PTB     | 18.596   |
| José Meira                        | UDN     | 18.289   |
| Francisco Julião                  | PSB     | 16.266   |
| Alde Sampaio                      | UDN     | 15.456   |
| Nilo Coelho                       | PSD     | 15.217   |
| José Carlos Guerra                | UDN     | 14.831   |
| Clodomir Leite                    | PTB     | 14.076   |
| Artur Lima                        | PTB     | 13.833   |
| Costa Cavalcanti                  | UDN     | 13.802   |
| Augusto Novaes                    | UDN     | 13.085   |
| Costa Rego                        | PTB     | 12.210   |
| Luís Dias Lins                    | UDN     | 11.823   |
| Heráclio Rego                     | PTB     | 10.792   |
| Ney Maranhão                      | PTB     | 10.497   |
| Adelmar Carvalho                  | PSD     | 10.418   |
| Tabosa de Almeida                 | PTB     | 10.266   |
| Magalhães Melo                    | PR      | 10.259   |
| Aderbal Jurema                    | PSD     | 10.236   |
| Aurino Valois                     | PTB     | 8.514    |
| Piauí                             |         |          |
| Sousa Santos                      | PSD     | 23.589   |
| Heitor Cavalcanti                 | UDN     | 19.844   |
| Dirno Pires                       | PSD     | 19.289   |
| Olímpio de Melo                   | PTB     | 14.155   |
| João de Moura Santos              | PSD     | 13.497   |
| Ezequias Costa                    | UDN     | 13.365   |
| Chagas Rodrigues                  | PTB     | 13.054   |
| Gaioso e Almendra                 | PTB     | 12.707   |
| Rio de Janeiro                    |         |          |
| Amaral Peixoto                    | PSD     | 45.305   |
| Bocaiuva Cunha                    | PTB     | 42.592   |
| Demistoclides Batista             | PST     | 38.308   |
| Paiva Muniz                       | PTB     | 37.834   |
| Geremias Fontes                   | PTB     | 29.857   |
| Edésio Nunes                      | PTB     | 29.167   |
| Mário Tamborindeguy               | PSD     | 24.535   |
| Adolfo Oliveira                   | UDN     | 25.145   |
| Edilberto Castro                  | UDN     | 22.936   |
| Tenório Cavalcanti                | PST     | 21.629   |
| Raimundo Padilha                  | UDN     | 21.434   |
| Augusto de Gregório               | PTB     | 21.177   |
| Heli Ribeiro Gomes                | PTB     | 20.924   |
| Getúlio de Moura                  | PSD     | 20.425   |
| Adão Pereira Nunes                | PSP     | 19.856   |
| Ário Teodoro                      | PTB     | 18.510   |
| Emanuel Waismann                  | PSP     | 18.498   |
| José Pedroso                      | PSD     | 16.169   |
| Afonso Celso                      | PTB     | 16.098   |
| Daso Coimbra                      | PSD     | 15.317   |
| Saturnino Braga                   | PSB     | 7.709    |
| Rio Grande do Norte               |         |          |
| Clóvis Mota                       | PTB     | 26.982   |
| Vingt Rosado                      | PSD     | 24.527   |
| Odilon Coutinho                   | PTB     | 20.932   |
| Aluizio Bezerra                   | PSD     | 20.361   |
| Djalma Marinho                    | UDN     | 19.352   |
| Aristófanes Fernandes             | PDC     | 18.523   |
| Jessé Freire                      | PSD     | 18.292   |
| Rio Grande do Sul                 |         |          |
| Brito Velho                       | PL      | 71.853   |
| Floriceno Paixão                  | PTB     | 69.035   |
| Paulo Mincarone                   | PTB     | 60.416   |
| Tarso Dutra                       | PSD     | 57.185   |
| Peracchi Barcelos                 | PSD     | 55.114   |
| Jairo Brum                        | MTR     | 42.095   |
| César Prieto                      | PTB     | 37.762   |
| Euclides Triches                  | PDC     | 34.450   |
| Flores Soares                     | UDN     | 32.726   |
| Ortiz Borges                      | PTB     | 28.413   |
| Pedro Anschau                     | PRP     | 27.802   |
| Luciano Machado                   | PSD     | 27.278   |
| Adílio Viana                      | PTB     | 25.166   |
| Daniel Faraco                     | PSD     | 24.944   |
| Temperani Pereira                 | PTB     | 24.927   |
| Zaire Nunes                       | PTB     | 23.772   |
| Unírio Machado                    | PTB     | 23.494   |
| Giordano Alves                    | PTB     | 22.575   |
| Raul Pilla                        | PL      | 20.858   |
| Clóvis Pestana                    | PSD     | 20.172   |
| Rubem Alves                       | PTB     | 19.164   |
| Clay Araújo                       | PTB     | 18.277   |
| Osmar Grafulha                    | PTB     | 18.271   |
| Lauro Leitão                      | PSD     | 18.192   |
| Antônio Bresolin                  | PTB     | 18.031   |
| Milton Dutra                      | PTB     | 18.001   |
| Cid Furtado                       | PDC     | 17.943   |
| Norberto Schmidt                  | PL      | 16.224   |
| Ary Alcântara                     | PSD     | 13.452   |
| Rondônia                          |         |          |
| Renato Medeiros                   | PSP     | 4.758    |
| Roraima                           |         |          |
| Gilberto Mestrinho                | PST     | 2.871    |
| Santa Catarina                    |         |          |
| Joaquim Ramos                     | PSD     | 46.654   |
| Doutel de Andrade                 | PTB     | 37.393   |
| Antônio Gomes de Almeida          | PSD     | 35.594   |
| Diomício Freitas                  | UDN     | 27.512   |
| Lenoir Vargas                     | PSD     | 25.841   |
| Albino Zeni                       | UDN     | 25.255   |
| Orlando Bertoli                   | PSD     | 24.033   |
| Aroldo Carneiro de Carvalho       | UDN     | 23.813   |
| Pedro Zimmermann                  | PSD     | 23.452   |
| Osni de Medeiros Régis            | PSD     | 23.023   |
| Álvaro Catão                      | UDN     | 19.927   |
| Lauro Carneiro de Loyola          | UDN     | 19.640   |
| Laerte Ramos Vieira               | UDN     | 19.052   |
| Paulo Macarini                    | PTB     | 12.579   |
| São Paulo                         |         |          |
| Emilio Carlos                     | PTN     | 153.999  |
| Ranieri Mazzilli                  | PSD     | 67.112   |
| Cantídio Sampaio                  | PSP     | 64.860   |
| Franco Montoro                    | PDC     | 62.463   |
| Cunha Bueno                       | PSD     | 59.442   |
| Yukishigue Tamura                 | PSD     | 53.191   |
| João Batista Ramos                | PTB     | 43.878   |
| Paulo de Tarso Santos             | PDC     | 43.729   |
| Amaral Furlan                     | PSD     | 42.658   |
| Plínio de Arruda Sampaio          | PDC     | 41.861   |
| Herbert Levy                      | UDN     | 41.151   |
| Rui Amaral                        | PRT     | 39.172   |
| Plínio Salgado                    | PRP     | 37.036   |
| Teófilo Andrade                   | PDC     | 36.757   |
| Padre Godinho                     | UDN     | 35.371   |
| Geraldo Santos                    | PTB     | 35.000   |
| Ulysses Guimarães                 | PSD     | 34.191   |
| Adib Chammas                      | PSP     | 33.027   |
| Francisco Scarpa                  | PDC     | 32.452   |
| Mário Covas                       | PST     | 30.976   |
| Ivete Vargas                      | PTB     | 28.067   |
| Antônio de Barros                 | PSP     | 27.791   |
| André Broca Filho                 | PSP     | 26.716   |
| Rio Branco Paranhos               | PTB     | 26.231   |
| Athiê Jorge Coury                 | PDC     | 25.391   |
| Arnaldo Cerdeira                  | PSP     | 24.951   |
| Harry Normanton                   | PTN     | 24.909   |
| Ernesto Pereira Lopes             | UDN     | 24.612   |
| Francisco Morato                  | UDN     | 23.807   |
| Lino Morganti                     | PRT     | 20.957   |
| Lauro Cruz                        | UDN     | 20.715   |
| Carvalho Sobrinho                 | PSP     | 20.104   |
| Paulo Mansur                      | PTB     | 19.933   |
| Levi Tavares                      | PSD     | 19.731   |
| Ferreira Martins                  | PSP     | 19.649   |
| Celso Amaral                      | PTB     | 18.280   |
| Evaldo Pinto                      | MTR     | 18.128   |
| Maurício Goulart                  | PTN     | 17.546   |
| Hamilton Prado                    | PTN     | 17.455   |
| José Menck                        | PDC     | 17.290   |
| José Resegue                      | PTB     | 17.185   |
| Henrique Turner                   | PDC     | 16.905   |
| Derville Allegretti               | MTR     | 15.775   |
| Geraldo de Barros                 | PSP     | 15.150   |
| Pacheco Chaves                    | PSD     | 15.061   |
| Sussumu Hirata                    | UDN     | 15.011   |
| Campos Vergal                     | PSP     | 14.837   |
| Aniz Badra                        | PDC     | 14.783   |
| Luís Francisco                    | PTN     | 14.148   |
| Hélcio Maghenzani                 | PTB     | 13.733   |
| Milo Cammarosano                  | PR      | 13.479   |
| Rubens Paiva                      | PTB     | 13.440   |
| José João Abdalla                 | PSD     | 12.693   |
| Hugo Borghi                       | PRT     | 12.385   |
| Dias Menezes                      | PTN     | 12.261   |
| Afrânio de Oliveira               | UDN     | 12.200   |
| Alceu de Carvalho                 | PR      | 12.040   |
| Tufy Nassif                       | PTN     | 9.255    |
| Adrião Bernardes                  | PST     | 7.270    |
| Sergipe                           |         |          |
| Euvaldo Diniz                     | UDN     | 18.028   |
| Euclides Mendonça                 | UDN     | 13.486   |
| Arnaldo Garcez                    | PSD     | 11.640   |
| José Carlos Teixeira              | PSD     | 11.403   |
| Armando Rollemberg                | PR      | 11.401   |
| Lourival Batista                  | UDN     | 10.017   |
| João Machado Rollemberg           | UDN     | 9.905    |